# Arturo Ortega
Arturo Ortega Juárez (ur. 30 sierpnia 1976 w mieście Meksyk) – meksykański piłkarz występujący na pozycji pomocnika, trener piłkarski, od 2025 roku prowadzi Tapatío.